# Новиков, Михаил Григорьевич
Михаил Григорьевич Новиков (1924—1986) — советский врач и организатор здравоохранения, кандидат медицинских наук. Главный врач Смоленской областной клинической больницы (1961—1986). Заслуженный врач РСФСР (1966).

## Биография
Родился 17 июня 1924 года в деревне Кудричи, Мстиславльского района Могилёвской области Белорусской ССР в рабочей семье.
В 1941 году окончил Мстиславльское педагогическое училище Могилёвской области. С 1941 года после начала Великой Отечественной войны был участником строительства оборонных сооружений для отражения врага и работал в сельском хозяйстве. С января 1943 года призван в ряды Рабоче-Крестьянской Красной армии и направлен в действующую армию на фронт, участник Великой Отечественной войны в составе 2-го стрелкового батальона 252-го стрелкового полка 70-й стрелковой дивизии 19-го стрелкового корпуса, 33-й армии — сержант, командир миномётного расчёта 82-миллиметрового миномёта. Воевал на 2-м Белорусском, 3-м Белорусском и 1-м Белорусском фронтах, в составе дивизии был участником Белорусской, Могилёвской, Минской, Каунской, Прибалтийской, Рижской, Мамельской, Восточно-Прусской и Инстербургско-Кенигсбергской наступательных операциях, участник Штурма Кёнигсберга и Берлина, был ранен. 26 октября 1944 года Указом Президиума Верховного Совета СССР «За то, что боях за родину и при прорыве обороны противника 22.06.1944 года сержант М. Г. Новиков обеспечивал своим огнём удержание захваченного рубежа. И под сильным артиллерийским огнём он выдвинулся вперёд, где и получил ранение, но не ушёл с поля боя до тех пор пока не закрепил захваченный рубеж. Он из своего личного оружия уничтожил трёх гитлеровцев» М. Г. Новиков был награждён Орденом Красного Знамени.
В 1948 году в звании сержанта, М. Г. Новиков был демобилизован из рядов Советской армии. С 1948 по 1954 годы обучался в Смоленском государственном медицинском институте.
С 1954 по 1957 годы работал врачом в клинической ординатуре на кафедре болезней уха, горла и носа Смоленского государственного медицинского института и одновременно 1954 по 1957 годы проходил обучение в вечернем отделении Смоленского университета марксизма-ленинизма.
С 1957 по 1960 годы работал врачом-отоларингологом, с 1960 по 1961 годы — заместителем главного врача по лечебной части Смоленской областной клинической больницы. В 1961 году защитил диссертацию на соискание учёной степени кандидата медицинских наук. С 1961 по 1986 годы в течение двадцати пяти лет, М. Г. Новиков был — главным врачом Смоленской областной клинической больницы. Под руководством и при непосредственном участии М. Г. Новикова были построены: хирургический, неврологический, терапевтический, радиологический, стоматологический и два лечебных корпуса, при его непосредственном участии была построена и введена в эксплуатацию консультативная поликлиника, в Смоленской областной клинической больнице были открыты двадцать семь медицинских отделений, основными из которых являлись: кардиологическое, эндокринологическое, два стоматологических, два отделения ЛОР-болезней, два глазных, два детских хирургических, гематологическое и гастроэнтерологическое, в Смоленской областной клинической больнице были открыты пять лабораторий: контактной коррекции зрения, цитологическая, радиоизотопная, генетическая и бактериологическая.
15 августа 1966 года «за достижения в области народного здравоохранения» Н. Г. Новикову было присвоено почётное звание — Заслуженный врач РСФСР.
20 августа 1886 года Указом Президиума Верховного Совета СССР «за выдающиеся достижения в области народного образования» Н. Г. Новиков посмертно был награждён Орденом Трудового Красного Знамени.
Скончался 18 марта 1986 года, похоронен на Братском кладбище города Смоленска.

## Награды
- Орден Красного Знамени (26.10.1944)
- Орден Отечественной войны II степени (06.04.1985[4])
- Орден Трудового Красного Знамени (20.08.1986)
- Медаль «За взятие Берлина» (09.06.1945)
- Медаль «За взятие Кёнигсберга»
- Медаль «За победу над Германией в Великой Отечественной войне 1941—1945 гг.» (09.05.1945)

### Звания
- Заслуженный врач РСФСР (15.08.1966[1])
- Отличник здравоохранения СССР (05.05.1981)